# Sarvepalli Radhakrishnan
Sarvepalli Radhakrishnan, Telugu: సర్వేపల్లి రాధాకృష్ణ,Tamil: சர்வேபள்ளி ராதாகிருஷ்ணன் (Tiruttani (Tamil Nadu), 5 september 1888 – Madras (Tamil Nadu), 17 april 1975) was een Indiase filosoof en politicus.
Als een geleerde qua vergelijkende religie en filosofie demonstreerde hij een parallel tussen oosters en westers denken, door aan te tonen dat beiden wederzijds in elkanders termen begrijpelijk zijn. Hij introduceerde westers idealisme in de Indiase filosofie en was de eerste academicus van belang die een uitgebreide exegese van India's religieuze en filosofische literatuur in het Engels schreef. Zijn academische aanstellingen omvatten onder meer de King George V Chair of Mental and Moral Science aan de Universiteit van Calcutta (1921-?) en het Spalding Professorschap of Eastern Religions and Ethics aan de Universiteit van Oxford (1936-1952).
Hij was de eerste vicepresident (1952-1962) en de tweede president van India (1962-1967). Zijn verjaardag wordt gevierd in India als "Teacher's Day".

## Leven en carrière

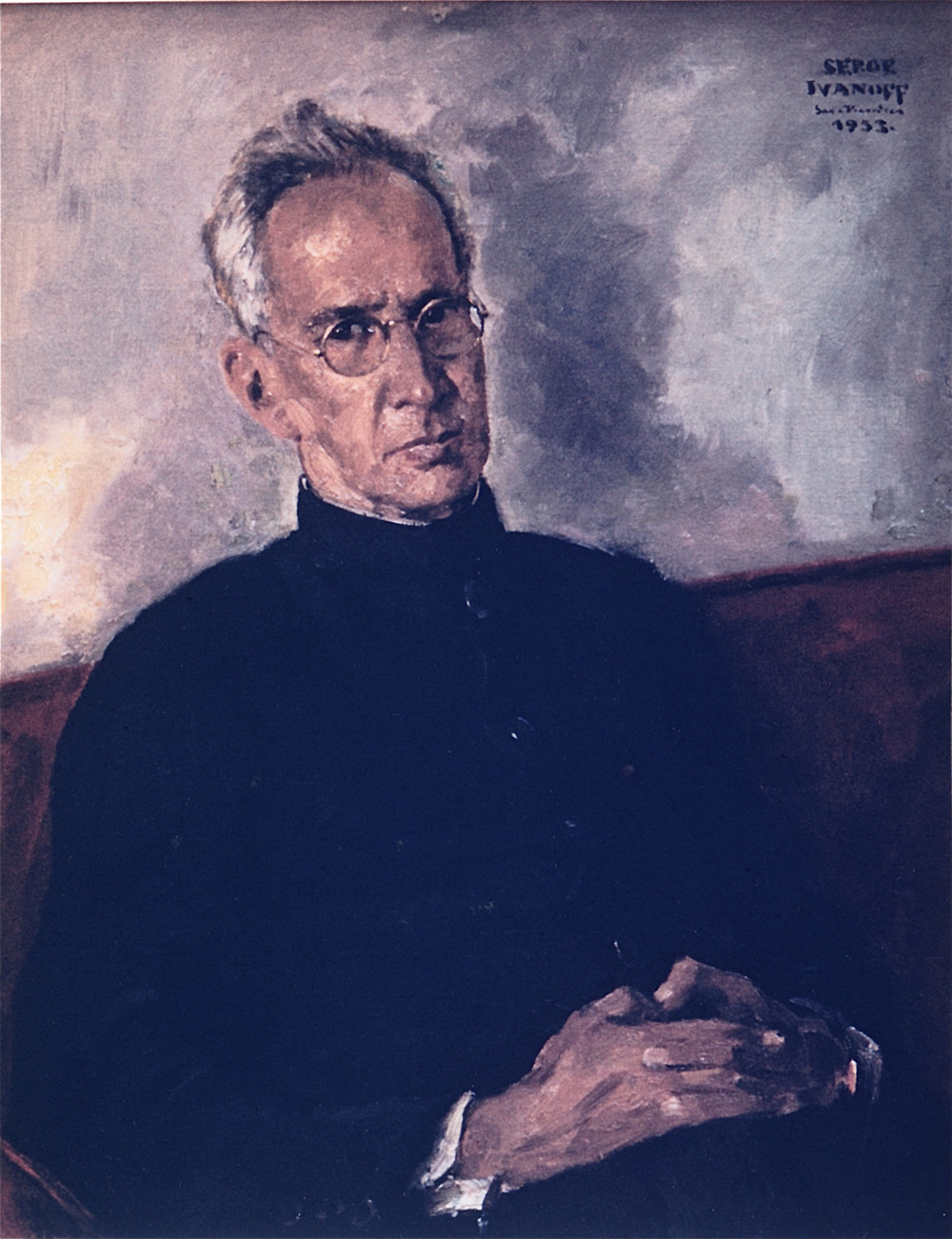
Portret van Sarvepalli Radhakrishnan door Serge Ivanoff (1953)

Sarvepalli (Sarvepalli is zijn achternaam en Radhakrishnan zijn voornaam) werd geboren in een familie uit de middenklasse. Zijn moedertaal was Telugu. Tijdens zijn jonge jaren woonde hij in Tiruttani, Tiruvallur en Tirupati. Zijn primaire educatie ontving hij aan de Gowdie School in Tiruvallur en zijn hogere educatie aan P.M. High School in Gajulamandyam in Renigunta. In 1904, toen hij 16 jaar oud was, trouwde hij Sivakamamma in Vellore. Ze baarde vijf dochters en een zoon, Sarvepalli Gopal. Hij behaalde een master in filosofie aan het Madras Christian College, als een van de meest vooraanstaande alumni.
In 1921 werd hij benoemd tot hoogleraar filosofie tot de bezetting van de King George V Chair of Mental and Moral Science aan de Universiteit van Calcutta. Sarvepalli vertegenwoordigde de Universiteit van Calcutta aan het Congres van de Universiteiten van het Britse Rijk in juni 1926 en het International Congress of Philosophy aan Harvard University in september 1926. In 1929 werd Sarvepalli uitgenodigd om de vacante post van J. Estlin Carpenter in Harris Manchester College (Oxford) over te nemen. Dit gaf hem de mogelijkheid les te geven aan de studenten van de Oxford University over vergelijkende godsdienstwetenschappen. Hij werd geridderd in 1931. Hij was vicevoorzitter van Adhra University van 1931 tot 1936. In 1936 werd hij benoemd tot Spalding Professor of Eastern Religions and Ethics aan de University of Oxford en verkozen tot Fellow van All Souls College. Toen India onafhankelijk werd in 1947, vertegenwoordigde Sarvepalli India bij UNESCO en werd later India's eerste ambassadeur in Moskou. Hij werd gekozen in de grondwetscommissie van India.
Sarvepalli werd verkozen tot eerste vicepresident van India in 1952. In 1956 overleed zijn vrouw Sivakamamma. Ze waren 51 jaar getrouwd. Hij werd verkozen als tweede president van India (1962-1967). Toen hij president werd vroegen enkele studenten en vrienden hem toestemming om zijn verjaardag te vieren, op 5 september. Hij antwoordde: "In plaats van mijn verjaardag te vieren, zou het mij een waardig privilege zijn als 5 september als Teachers' Day wordt beschouwd." Zijn verjaardag wordt sindsdien gevierd als Teachers' Day in India.

## Filosofie
Sarvepalli beweerde dat westerse filosofen, ondanks alle aanspraken op objectiviteit, bevooroordeeld waren door theologische invloeden van hun eigen cultuur. Hij schreef boeken over Indiase filosofie volgens westerse academische conventies en maakte Indiase filosofie zodoende waardig voor serieuze overweging in het westen. In zijn boek "Idealist View of Life" propageert hij het belang van intuïtief denken tegenover zuiver intellectuele vormen van denken. Hij is vermaard vanwege zijn commentaren over de Prasthana Trayi, namelijk de Bhagavad Gita, de Upanishads en de Brahma Sutra.
Hij werd gekozen tot Fellow aan de Britse Academie in 1938. Hij ontving de Bharat Ratna in 1954 en de Britse Orde van Verdienste in 1963. Hij ontving de Vredesprijs van de Duitse Boekhandel in 1961 en de Templeton Prize in 1975, enige maanden voor zijn overlijden. Hij doneerde de volledige verdienste van de Templeton Prize aan Oxford University, die vervolgens de Radhakrishnan Chevening Scholarships en de Radhakrishnan Memorial Award ter nagedachtenis aan hem instelde.

## Citaat
It is not God that is worshipped but the group or authority that claims to speak in His name. Sin becomes disobedience to authority, not violation of integrity.
— Geciteerd in J.A.C. Brown, Techniques of Persuasion, Ch. 11, 1965.

Niet God wordt gediend maar de groep of de autoriteit die beweert te spreken in zijn naam. Zonde wordt ongehoorzaamheid aan de autoriteit, in plaats van inbreuk op de integriteit.
— Nederlandse vertaling.

- Bibsys: 90273343
- Biblioteca Nacional de España: XX1080953
- Bibliothèque nationale de France: cb12156943v (data)
- Catàleg d'autoritats de noms i títols de Catalunya: 981058514121606706
- CiNii: DA00249042
- Gemeinsame Normdatei: 118743473
- International Standard Name Identifier: 0000 0001 2139 4449
- Library of Congress Control Number: n80056937
- Nationale Bibliotheek van Letland: 000009948
- National Archives and Records Administration: 10581210
- Bibliotheek van het Japanse parlement: 00453582
- Nationale Bibliotheek van Tsjechië: xx0001662
- Nationale bibliotheek van Australië: 36294584
- Nationale Bibliotheek van Israël: 987007266816205171
- Nationale Bibliotheek van Polen: a0000001186109
- Nationale en Universitaire bibliotheek Zagreb: 000112747
- Nederlandse Thesaurus van Auteursnamen: 068813635
- Istituto Centrale per il Catalogo Unico: VEAV528903
- LIBRIS: 85771
- SNAC: w6ws8w0m
- Système universitaire de documentation: 030081203
- Trove: 1243016
- Virtual International Authority File: 73892870
- WorldCat: E39PBJyCCJCQcdWHpTyCXTWqwC

Rajendra Prasad · Sarvepalli Radhakrishnan · Zakir Hussain · Varahagiri Venkata Giri (interim) · Muhammad Hidayat Ullah (interim) · Varahagiri Venkata Giri · Fakhruddin Ali Ahmed · Basappa Danappa Jatti (interim) · Neelam Sanjiva Reddy · Zail Singh · Ramaswamy Venkataraman · Shankar Dayal Sharma · Kocheril Raman Narayanan · Abdul Kalam · Pratibha Patil · Pranab Mukherjee · Ram Nath Kovind · Draupadi Murmu